# Enicospilus perlatus
Enicospilus perlatus là một loài tò vò trong họ Ichneumonidae.